# Dossier vert
Le dossier vert est un ensemble de documents et directives élaborés pour le responsable du Vierjahresplan (plan quadriennal dans l'Allemagne nazie), le Reichsmarschall Hermann Goering, dans le cadre des préparatifs militaires d'invasion de l'Union soviétique, par le Wirtschaftsführungsstab Ost (Bureau de la direction économique de l'Est, connu également comme le Bureau Oldenburg). Ces directives sont entrées en vigueur le 16 juin 1941, sous leur dénomination officielle : « Directives pour la gestion de l'économie ( dossier vert ), Partie I, les tâches et l'organisation de l'économie ». Plus tard paraît également une seconde partie. Le dossier vert connaît pendant la Seconde Guerre mondiale une large diffusion en Allemagne.
En complément de ce dossier vert, un dossier rouge du bureau de l'armement de l'OKW, un dossier jaune du bureau de la direction économique de l'Est destiné aux responsables de l'agriculture, un dossier bleu documentaire et un dossier brun du ministère des Territoires occupés de l'Est sont élaborés.

## Planification
Les préparatifs d'une future mise en valeur économique des territoires occupés à l'Est débutent dès l'été 1940. Le bureau économique de l'Est et le bureau d'Alfred Rosenberg, chargé de la centralisation des questions de l'Europe orientale en proposent une première esquisse le 2 mai 1941. Ces bureaux planifient le pillage et la colonisation du territoire de l'Union soviétique.
La direction de ces opérations échoit en mars 1941 au bureau économique de l'Est, sous l'autorité de Goering et de son représentant, le secrétaire d'État Paul Körner (Bureau du chargé de mission au plan quadriennal). Herbert Backe du ministère de l'Alimentation, le secrétaire d'État Hermann von Hanneken du ministère de l'Économie, le secrétaire d'État Friedrich Alpers du Reichsforstamt, Robert Ley du Deutsche Arbeitsfront et le général Georg Thomas en font partie.
Le 2 mai 1941, lors d'une discussion entre le général Georg Thomas et les secrétaires d'État, un premier mémorandum est rédigé. Il pronostique que, lors de la mise en place du pillage des ressources au bénéfice de l'économie de guerre  « plusieurs dizaines de millions de personnes » périront de faim. Ces réflexions et instructions aboutissent aux « Directives de politique économique » du 23 mai 1941, puis au « dossier vert » du 1er juin. Ces trois documents forment le socle d'un Hungerplan (plan de la faim) visant à éliminer jusqu'à 30 millions de soviétiques.

## Réalisations
La section « Objectifs économiques » du dossier vert est actualisée en juin 1941. Elle prévoit que : « I. En vertu des ordres du Führer, il convient de prendre toutes mesures nécessaires pour exploiter immédiatement et complètement les régions occupées au bénéfice de l'Allemagne. Les mesures qui risqueraient de menacer cet objectif doivent être abandonnées. (...) Le but est de procurer à l'Allemagne le plus de nourriture et de pétrole possible ». Ces directives sont, selon le directeur scientifique de l'institut de recherche en histoire militaire, Hans-Erich Volkmann, principalement l'œuvre de Herbert Backe et de son directeur de cabinet Hans-Joachim Riecke.
Il est prévu que la Wehrmacht puisse être approvisionnée à partir des territoires occupés, et que leur surplus en ressources alimentaires et en matières premières soit livré à l'Allemagne ; les parties européennes de l'URSS pourraient accéder au statut de colonies, et les régions septentrionales, déficitaires en produits agricoles, devraient être hermétiquement coupées des régions méridionales excédentaires. « De là suivra le décès, tant de l'industrie que d'une grande partie de la population de ces régions déficitaires », constate-t-on franchement dans les documents du 23 mai 1941. Le dossier vert se distingue relativement de ces directives de Backe car il prévoit le travail forcé de ces populations et une certaine mise en valeur des sites industriels, car « il ne s'agit pas de renoncer tout à fait à utiliser les capacités industrielles du Nord, par exemple de Léningrad ». 
Les céréales, le bétail et l'huile devaient être transférés en Allemagne. On prévoit également de déplacer la flotte de pêche de la mer Blanche en Norvège occupée, afin de générer de nouvelles ressources pour l'Allemagne. Les régions méridionales seraient ainsi exploitées selon les règles d'une économie de plantation. Le 29 juin 1941, Göring obtient d'Adolf Hitler les pleins pouvoirs extraordinaires pour l'exécution de ce programme de pillage et de colonisation de l'URSS.

## Utilisation à Nuremberg
Lors du procès de Nuremberg, Hermann Göring est condamné pour crime de guerre sur le fondement de sa responsabilité dans l'élaboration du dossier vert, caractéristique des crimes prémédités de pillage et de réduction au travail forcé. La décision de Göring de détourner les ressources alimentaires au profit de la Wehrmacht et de la population allemande, décision qui cause la mort par famine de millions de personnes dans les territoires occupés, est explicitement retenue pour motiver le verdict de condamnation à mort de Göring.